# Megacyllene tafivallensis
Megacyllene tafivallensis là một loài bọ cánh cứng trong họ Cerambycidae.